# Berlin-Tegel
Berlin-Tegel  est un des 11 quartiers de l'arrondissement de Reinickendorf dans la capitale allemande. Avec 33,7 km2, c'est le quartier le plus étendu de l'arrondissement. Il comprend le lac de Tegel (Tegeler See) d'environ 4 km2 et une importante surface forestière, la forêt de Tegel (Tegeler Forst). De 1898 à 1931, le fabricant de locomotives Borsig exploita à Tegel une usine de matériel ferroviaire, cédée ensuite à Rheinmetall.
Berlin-Tegel est connu principalement pour son aéroport. Ouvert pendant le blocus de Berlin pour permettre la mise en place du pont aérien, Tegel devient le plus important aéroport civil de Berlin-Ouest. Il ferme après la mise en service du nouvel aéroport de Berlin-Brandenburg en 2020.
Le quartier abrite également le cimetière russe-orthodoxe de Berlin.

## Population
Le quartier comptait 35 576 habitants le 1er janvier 2017 selon le registre des déclarations domiciliaires, c'est-à-dire 1 056 hab./km2.